# Miguel de Cárdenas y Chaves
Miguel de Jesús, Joaquín de Cárdenas-Vélez de Guevara y Chaves, Chacón y Bello, marqués de San Miguel de Bejucal, (La Habana, Cuba, 29 de septiembre de 1802 - Ídem, 1 de enero de 1890) fue un escritor, militar y aristócrata español.

## Biografía

### Familia
Era hijo de Agustín de Cárdenas y Herrera (1777-1799), Capitán de Milicias de La Habana, y de su esposa Paula María Chaves y Bello (1781-1860).
Era nieto de Nicolás de Cárdenas y Castellón (1735-1799), I marqués de Prado Ameno, alcalde de La Habana, Maestrante de Sevilla, caballero de la Orden de Carlos III, Capitán del regimiento de Caballería ligera de  La Habana. Y de su segunda esposa, María Dolores Catalina de Siena Chacón y Herrera (1751-?), hija de los segundos condes de Casa Bayona.
Sería tío-abuelo de Fabiola de Mora y Aragón (n.1928), reina consorte de los Belgas entre 1960 y 1993, quien era bisnieta de Josefa de Cárdenas y Chaves (1809-1875) —hermana de Miguel de Cárdenas— y de su esposo Anastasio Carrillo de Albornoz y Arango (1800-1860), III marqués de Casa Torres y alcalde Ordinario de La Habana.

### Militar
Estudió filosofía en los Reales Estudios de San Isidro (Madrid) e ingresó joven en el ejército. Sirvió primero en la Guardia Real; posteriormente en el Regimiento de La Habana, donde obtuvo el grado teniente; en el Regimiento de Valencey, donde fue Capitán.

Coronel de las Milicias Disciplinarias de Caballería de la plaza de La Habana, Vocal de la Junta Superior de Instrucción Pública de La Habana, Comisario Regio de la Escuela de Agricultura de La Habana, Consejero de Administración de la isla de Cuba, Gentilhombre de Cámara del Rey, con ejercido, Senador del Reino. También fue individuo de mérito de la Sociedad Económica de Amigos del País de La Habana.

### Escritor y Poeta
Escribió en La Prensa, Diario de La Habana, El Artista, Revista de La Habana, El Correo, La Civilización, La Floresta y Faro Industrial de La Habana. En La Gaceta de Puerto Príncipe publicaba, en prosa o verso, un folletín semanal de costumbres.
Destacó especialmente por sus poemas, una muestra de los cuales se publicaron en Madrid, en 1854, por la imprenta Lorenci.

## Obras
- Cárdenas y Chaves, Miguel de (1839): El castellano de Cuéllar. Drama en cuatro actos y verso. La Habana.
- Cárdenas y Chaves, Miguel de (1842): Flores cubanas. Colección de poesías dedicadas a las habaneras. La Habana, Imp. del Gobierno.
- Cárdenas y Chaves, Miguel de (1847): Al descubrimiento de América por Cristóbal Colón. La Habana, Imp. del Gobierno.
- Cárdenas y Chaves, Miguel de (1854): Poesías. Madrid, Imp. de N. Lorenci.

## Distinciones
- Caballero de la Orden de Alcántara desde el 14 de julio de 1847.[5]
- La reina Isabel II le otorgó el título de marqués de San Miguel de Bejucal el 22 de septiembre de 1864.[1]
- Gran Cruz de la Orden de Isabel la Católica, Real Decreto de 16 de febrero de 1877.[6]